# Jugadores Anónimos
Jugadores Anónimos (GA) es un programa de doce pasos para personas que tienen una adicción al juego de azar.  El único requisito para pertenecer a la asociación es el deseo de dejar de jugar.  Este es un comportamiento compulsivo o adictivo relacionado con inseguridad financiera, familias destrozadas, problemas legales, dificultades laborales, problemas psicológicos y un alto índice de suicidios e intentos de suicidio.

## Historia
La organización se inició en Los Ángeles, California el 13 de septiembre de 1957. En 2005, ya contaba con más de mil grupos de GA en los Estados Unidos, y grupos establecidos en Irlanda, España, Nueva Zelanda, Australia, Brasil, Israel, Kenia, Uganda, Corea del Sur y Japón.  El Reino Unido tiene su propia asociación que se desligó de Jugadores Anónimos.

## Incidencia de la adicción al juego
Se estima que la adicción al juego ocurre en un 1,6 por ciento de población adulta de los Estados Unidos. Jugadores anónimos tiene una lista de veinte preguntas que pueden utilizarse para auto-diagnosticar si se es adicto al juego. He aquí las veinte preguntas:
| 1. ¿Has faltado alguna vez al trabajo debido al juego? 2. ¿Ha causado infelicidad en tu vida el juego? 3. ¿Afectó a tu reputación el juego? 4. ¿Has sentido alguna vez remordimiento después de jugar? 5. ¿Has jugado alguna vez para obtener dinero para pagar deudas o resolver problemas financieros? 6. ¿Disminuyó tu eficiencia y ambición a causa del juego? 7. ¿Después de perder, sentiste que tenías que volver lo antes posible para ganar y recuperar tus pérdidas? 8. ¿Después de ganar, sentiste que tenías la necesidad urgente de volver para ganar más? 9. ¿Apostabas a menudo hasta perder tu última moneda? 10. ¿Pediste prestado alguna vez para financiar el juego? 11. ¿Has vendido alguna vez algo para financiar el juego? 12. ¿Te sentiste reacio a usar “dinero obtenido por medio del juego” en gastos normales de la casa? 13. ¿Te hizo el juego que descuidaras tu propio bienestar y el de tu familia? 14. ¿Jugaste alguna vez por más tiempo del que tenías planeado? 15. ¿Has jugado alguna vez por escaparte de una preocupación o problema? 16. ¿Alguna vez has cometido, o has pensado cometer un acto ilegal para financiar el juego? 17. ¿El juego te ha causado dificultades para dormir? 18. ¿Las discusiones, desilusiones o frustraciones, te han creado la necesidad urgente de jugar? 19. ¿Has sentido alguna vez una necesidad urgente de celebrar cualquier buena fortuna, con un par de horas dedicadas a jugar? 20. ¿Has considerado alguna vez la autodestrucción como consecuencia del juego? —Jugadores Anónimos |

Los resultados de estas preguntas se correlacionan fuertemente con otros exámenes que se utilizan para detectar al jugador compulsivo.

## Efectividad
Comparado con los adictos al juego que no asisten a Jugadores Anónimos, los miembros de GA tienden a tener problemas de adicción más graves, son de mayor edad, tienen mayores ingresos, es muy poco probable que estén solteros, tienen más años de padecer la adicción, tienen deudas mayores, tienen problemas familiares más serios, y tienen menos problemas de abuso de sustancias. Por otra parte, es posible que GA no sea de mayor ayuda para aquellos que no tienen problemas de juego excesivo, pero sí es efectivo para prevenir recaídas, -esto es, la incapacidad de permanecer sin jugar-, aunque no es tan efectivo para ayudar a los jugadores a lidiar con las consecuencias de sus recaídas.
GA consume la mayor parte de su tiempo y energías en aconsejarle a sus miembros cómo lidiar con problemas financieros y legales.  GA apoya a grupos de alivio de presión, en los que los miembros se apoyan mutuamente en ser honestos con las demás personas en su vida y ordenar sus finanzas y asuntos personales.  Es muy probable que aquellos jugadores que no pueden moderar su adicción no continúen asistiendo a las reuniones de GA; además, es muy probable que los miembros de GA que dejan la agrupación consideren que las reuniones no tenían sentido y que la literatura era deficiente.  Por otra parte, aquellos a los que las reuniones les fascinaron desde el principio tienden a permanecer por más tiempo que aquellos a quienes la primera impresión no les afectó tanto.  En resumen, puede ser que Jugadores Anónimos sea más conveniente para aquellos jugadores compulsivos que no tienen otros problemas serios en su vida.

## Críticas

### Abandono de miembros
Menos del ocho por ciento de aquellos que empiezan a asistir a las reuniones de Jugadores Anónimos se quedan en el programa y permanecen sin jugar por más de un año, representando un índice muy bajo de recuperación comparada con otras adiciones.
Tanto la participación en el programa como la abstinencia se incrementan si los miembros están en algún otro tipo de terapia, o si uno o más miembros de la familia también participa en Jugadores Anónimos.

### Parcialidad por género
Aunque la probabilidad de que hombres o mujeres asistan a GA es la misma, GA se ha caracterizado por ser una sociedad predominantemente masculina. El número de miembros del género femenino, no obstante, se ha incrementado y también ha habido mayor sensibilidad de Jugadores Anónimos hacia la actitud de las mujeres. Esta falta de atracción hacia las mujeres ha hecho que Jugadores Anónimos no se enfoque tanto en los principios de espiritualidad que existen en otros programas de doce pasos, como Alcohólicos Anónimos -AA-.  Jugadores Anónimos ha sido definido como más laico que Alcohólicos Anónimos. Es la única comunidad anónima junto a gamanon donde los enunciados de los pasos son diferentes, dándole más importancia y protagonismo al individuo que a un Poder Superior.
Entre los adictos al juego, se ha descubierto que las mujeres están más enfocadas en problemas interpersonales, y que el impacto de sus problemas sociales es uno de los factores que más provoca recaídas entre ellas; los hombres, por su parte, frecuentemente discuten problemas externos, como el trabajo y problemas legales, y es más probable que recaigan por abuso de sustancias.  Por lo tanto, parece probable que la poca atención que se pone a los asuntos espirituales e interpersonales en Jugadores Anónimos, inhiba su efectividad para atraer mujeres.

## Literatura
Jugadores Anónimos ha aprobado varios libros para ser utilizados como lectura estandarizada en los grupos.  He aquí algunos ejemplos:
- Jugadores Anónimos (1984). Sharing recovery through Gamblers Anonymous (en inglés). Los Ángeles: Gamblers Anonymous. ISBN 0-917839-00-5. OCLC 11614655.
- Jugadores Anónimos (1989). A new beginning (en inglés). Los Ángeles, California: Gamblers Anonymous. OCLC 21416926.
- Jugadores Anónimos (1994). One day at a time (en inglés). Center City, Minnesota: Hazelden. ISBN 1-56838-075-5. OCLC 32983688.
- Jugadores Anónimos (2003) [1996]. Living with the compulsive gambler (en inglés). Whitestone, New York: Gam-Anon. OCLC 54837266.
- Jugadores Anónimos (1993). Gamblers Anonymous (en inglés). Los Ángeles, California: Gamblers Anonymous International Service Office. OCLC 41811014.

## Grupos de GA en América Latina y España
| Bandera                            | País                 | Enlace                                        |
| ---------------------------------- | -------------------- | --------------------------------------------- |
| Bandera de Argentina               | Argentina            | Jugadores Anónimos de Argentina               |
| Bandera de Colombia                | Colombia             | Jugadores anónimos de Colombia                |
| Bandera de Costa Rica              | Costa Rica           | Jugadores Anónimos de Costa Rica              |
| Bandera de España                  | España               | Jugadores Anónimos de España                  |
| Bandera de Guatemala               | Guatemala            | Jugadores anónimos de Guatemala               |
| Bandera de México                  | México               | Jugadores Anónimos de México                  |
| Bandera de Panamá                  | Panamá               | Asociaciones de ayuda a jugadores compulsivos |
| Bandera de la República Dominicana | República Dominicana | Asociaciones de ayuda a jugadores compulsivos |
| Bandera de Uruguay                 | Uruguay              | Jugadores Anónimos de Uruguay                 |
| Bandera de Venezuela               | Venezuela            | Comisión Nacional de Casinos                  |

## Lectura recomendada
- Adesso, V. J. (May 1995). «Diversity Confronts the Monolith». PsychCRITIQUES (en inglés) 40 (5).
- Campbell, F.; Lester, D. (1999). «The impact of gambling opportunities on compulsive gambling». Journal of Social Psychology (en inglés) 139 (1): 126-127.
- Cunningham, J. A. (2005). «Little Use of Treatment Among Problem Gamblers». Psychiatric Services (en inglés) 56 (8): 1024-1025.
- Ferentzy, P.; Skinner, W.; Antze, P. (2006). «Recovery in Gamblers Anonymous». Journal of Gambling Issues (en inglés) (17).
- Getty, H. A.; Watson, J.; Frisch, G. R. (2000). «A comparison of depression and styles of coping in male and female GA members and controls». Journal of Gambling Studies (en inglés) 16 (4): 377-391.
- Lesieur, Henty R.; Rothschild, Jerome (1989). «Children of Gamblers Anonymous members». Journal of Gambling Studies (en inglés) 5 (4): 269-281. ISSN 1573-3602. doi:10.1007/BF01672428.
- Petry, Nancy M. (March 2002). «Psychosocial treatments for pathological gambling: Current status and future directions». Psychiatric Annals (en inglés) 32 (3): 192-196. doi:10.3928/0048-5713-20020301-09.
- Petry, Nancy M. (August 2003). «Patterns and correlates of gamblers anonymous attendance in pathological seeking professional treatment». Addictive Behaviors (en inglés) 28 (6): 1049-1062. PMID 12834650. doi:10.1016/S0306-4603(02)00233-2.
- Petry, Nancy M. (Spring 2005). «Gamblers Anonymous and Cognitive-Behavioral Therapies for Pathological Gamblers». Journal of Gambling Studies (en inglés) 21 (1): 27-33. PMID 15789187. doi:10.1007/s10899-004-1919-5.
- Petry, Nancy M., Litt, M. D., Kadden, R., & Ledgerwood, D. M. (August 2007). «Do coping skills mediate the relationship between cognitive-behavioral therapy and reductions in gambling in pathological gamblers?». Addiction (en inglés) 102 (8): 1280-1291. PMID 17624978. doi:10.1111/j.1360-0443.2007.01907.x.
- Rossol, J. (2001). «The medicalization of deviance as an interactive achievement: The construction of compulsive gambling». Symbolic Interaction (en inglés) 24 (3): 315-341. doi:10.1525/si.2001.24.3.315.